# Кнаб, Армин
Армин Кнаб (нем. Armin Knab; 19 февраля 1881, Нойшляйхах, ныне в составе Обераураха — 23 июня 1951, Бад-Вёрисхофен) — немецкий композитор и музыкальный педагог.
Вырос в Китцингене, где его отец преподавал в школе и руководил хором мальчиков. В 1900—1907 гг. изучал право в Мюнхене и Вюрцбурге, одновременно занимался музыкальной теорией под руководством Макса Майера-Ольберслебена. В 1913—1926 гг. участковый судья в городе Ротенбург-об-дер-Таубер, затем недолгое время в Фюрте, в 1927—1934 гг. работал в земельном суде в Вюрцбурге. Вступив в 1933 году в Национал-социалистический союз юристов, на следующий год был вызван для дальнейшей работы в Берлин, однако там получил должность преподавателя музыкальной теории и композиции в Государственной высшей школе музыкального образования и церковной музыки; с 1935 года профессор. В 1943 году, после того, как берлинский дом Кнаба был разрушен бомбой, уехал в Китцинген, где и провёл остаток жизни.
Начиная с 1905 года Кнаб интенсивно занимался музыкальным творчеством, сочиняя в первую очередь песни для голоса и фортепиано или голоса и лютни, часто с использованием старинных народных мелодий и классической поэзии (Гёте, Гёльдерлин, Эйхендорф). Среди более поздних работ Кнаба есть и более масштабные хоровые сочинения — в частности, кантата «Привет, о ты, прекрасный май» (нем. Grüß Gott, du schöner Maie; 1935) для детского хора, солистов, чтеца, блок-флейты и струнных. Кнабу принадлежит также ряд фортепианных пьес. В 1940 году он был удостоен премии имени Макса Регера, учреждённой гауляйтером Вюрцбурга Отто Хельмутом.
Имя Кнаба носит гимназия в Китцингене, у которой установлен его бюст.